# Liga de Béisbol Organizado de Chile 2017-18
La Liga de Béisbol Organizado de Chile 2017-18 es la actual edición del béisbol en Chile. Se inició 25 de noviembre con un total de cuatro equipos de 4 ciudades diferentes. El campeón disputará la Serie Latinoamericana 2018 en representación de Chile en Nicaragua.

## Equipos participantes
| Equipo          | Fundación | Ciudad            | Estadio | Aforo |
| --------------- | --------- | ----------------- | ------- | ----- |
| Industriales    |           | Santiago de Chile |         |       |
| Rangers         |           | Santiago de Chile |         |       |
| Caimaneros      |           | Santiago de Chile |         |       |
| Santiago Miners |           | Santiago de Chile |         |       |

## Temporada regular
Disputada en forma de todos contra todos del 25 de noviembre.

### Posiciones
| Pos | Equipo          | V | D | J | Avg   | PD   |
| --- | --------------- | - | - | - | ----- | ---- |
| 1.  | Industriales    | 5 | 0 | 5 | 1.000 | --   |
| 2.  | Caimaneros      | 3 | 2 | 5 | 0.600 | -2,0 |
| 3.  | Rangers         | 2 | 4 | 6 | 0.333 | -3,5 |
| 4.  | Santiago Miners | 1 | 4 | 6 | 0.167 | -4,5 |